# 罗星塔
罗星塔（平話字：Lò̤-sĭng-ták），俗称磨心塔，位于福建省福州市马尾区闽江北岸的罗星山上，是明代建筑的楼阁式石塔。相传最初由宋代柳七娘为亡夫祈求冥福所建，故又名七娘塔。罗星塔下是著名的马尾港，故罗星塔也常作为航标。1985年被列为福建省文物保护单位。
罗星塔始建于宋代，罗星山原本是江心岛屿，俗称磨心岛，现已与闽江北岸相连。明万历年间罗星塔倒塌，天启年间，徐勃等人倡议重建。重建的石塔七层八角，高31.5米，塔座直径8.6米，每层均建拱门，内部设台阶可拾级而上。清光绪十年（1884年）中法马江海战在塔下开火，石塔损伤多处，塔刹被毁，战后，在塔顶安置铁球一颗。1964年重修。
作为福州地标，二十世纪中后期，许多福州本地企业的产品都曾以“罗星塔”为商标。
1897年2月20日，罗星塔邮局成立，是福建省最早的三个邮局之一，成为闽中、闽东、闽北与海外的邮寄中转站，盖“罗星塔”邮戳（英語：Pagoda Anchorage），运营57年。